# Heldreichia
Heldreichia es un género con seis especies de plantas de flores de la familia Brassicaceae. 

## Especies seleccionadas
- Heldreichia atalayi
- Heldreichia bourgaei
- Heldreichia bupleurifolia
- Heldreichia erubescens
- Heldreichia kotschyi
- Heldreichia longifolia
- Heldreichia rotundifolia
- Heldreichia silaifolia